# Vukovar
Vukovar (ʋûkoʋaːr en croate) (serbe en écriture cyrillique : Вуковар, hongrois : Vukovár, allemand : Wukowar) est une ville et une municipalité située à la confluence du Danube et de la Vuka en Croatie. Vukovar abrite le plus grand port fluvial de Croatie. Elle est le chef-lieu du Comitat de Vukovar-Syrmie et sa deuxième plus grande ville après Vinkovci. Au recensement de 2011, la municipalité comptait 22 616 habitants, et la ville seule comptait 23 536 habitants.

## Étymologie
Le nom Vukovar signifie « ville sur la rivière Vuka » (Vuko pour la rivière Vuka, et vár du mot hongrois pour forteresse). La rivière était appelée Ulca dans l'Antiquité, terme probablement d'origine illyrienne. Son nom pourrait être lié à celui de la Volga. Dans d'autres langues, la ville est connue en allemand sous le nom de Wukowar, et en hongrois sous le nom de Vukovár ou Valkóvár. À la fin du XVIIe siècle, le nom croate médiéval Vukovo a été remplacé par le nom hongrois Vukovár.
Au Moyen Âge, Vukovar était le siège du grand Comitat de Valkó, mentionné pour la première fois en 1220 sous le nom de Comitatus de Wolcou. Sur la rive droite de la Vuka se trouvait la forteresse royale de castrum Walkow. Une colonie se dévelope dans son faubourg (suburbium), qui se voit accorder les privilèges d'une ville royale libre en 1231 par le duc de Slavonie Koloman. Jusqu'au XIVe siècle, la ville est mentionnée dans les documents sous les noms de Walco, Vlcou, Volkow, Walko, Wlkoy, puis la variante hongroise du nom de la ville - Wolcowar (pour la première fois en 1323) est mentionnée de plus en plus souvent. Depuis 1691, la ville se développe sur la rive droite de la Vuka, d'abord sous le nom de Vukovarski otok (Insula Vukovariensis) ; depuis lors, le nom hongrois de Vukovar a supplanté le nom croate médiéval de la ville,.

## Aire municipale
La zone administrative municipale de la ville comprend les localités (en) suivantes  :
- Grabovo (en),
- Lipovača (en), 323 habitants,
- Sotin (en), 597 habitants,
- Vukovar, 22 616 habitants

En Yougoslavie, les municipalités étaient généralement plus grandes, et la municipalité de Vukovar s'étendait sur la région de Vera et Borovo au nord, Ilok à l'est et Tovarnik au sud, mais elle a depuis été divisée en plusieurs municipalités.
Historiquement, Vukovar est divisée entre le vieux Vukovar, le nouveau Vukovar et l'ancien village ouvrier de Bata avec l'usine Bata Shoes (aujourd'hui à Borovo), connu aujourd'hui sous le nom de Borovo Naselje, dans la banlieue de Vukovar.

## Géographie
Vukovar est située dans la partie orientale de la Croatie et est le centre du comitat de Vukovar-Syrmie. Sa situation géographique la place à la frontière des provinces historiques de Slavonie orientale et de Syrmie occidentale.
La ville est située sur d'importantes voies de transport. Depuis des temps immémoriaux, des voies de transport allant du nord-ouest au sud-est traversaient la vallée du Danube en passant par la région de Vukovar.
Après l'introduction des bateaux à vapeur au milieu du XIXe siècle, et avec l'arrivée des bateaux de tourisme actuels, Vukovar est reliée à Budapest et à Vienne en amont et à la Roumanie en aval. Le port de Vukovar est un important lieu d'importation et d'exportation. Le Danube a toujours été et reste le lien des habitants de Vukovar avec l'Europe et le monde.
Vukovar est situé à 20 kilomètres au nord-est de Vinkovci et à 36 kilomètres au sud-est d'Osijek, à une altitude d'environ 108 m. Vukovar est située sur la route principale D2 Osijek-Vukovar-Ilok et sur la voie ferrée Vinkovci-Vukovar (et la route D55 (en)).

## Histoire

### Préhistoire

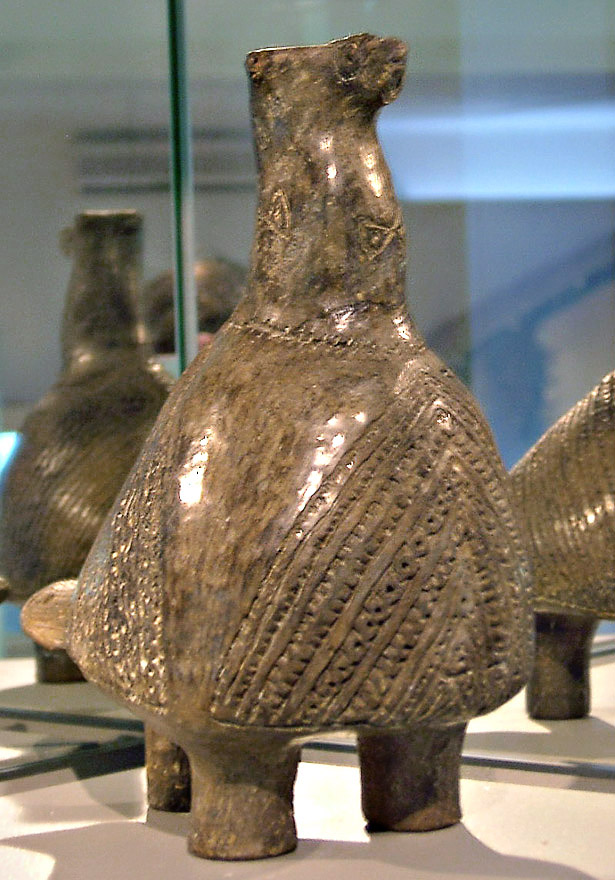
La Colombe de Vučedol, symbole historique de Vukovar.

Un site archéologique scordique de Vukovar datant de la fin de la culture de la Tène a été excavé dans les années 1970 et 1980 dans le cadre de fouilles de sauvetage dans l'est de la Croatie. Le site archéologique fait partie d'un réseau d'établissements Scordisci dans la région de Vinkovci.

### Moyen Âge
L'histoire de l'actuelle ville de Vukovar commence très tôt, d'après les données archéologiques. Des tribus slaves s'installent dans cette région au VIe siècle. Au IXe siècle, la région fait partie de la principauté slave de Basse Pannonie (en), gouvernée par le prince Pribina, et du Premier Empire bulgare. Dans la première moitié du Xe siècle, la forteresse de Vukovo (en) est pillée par les Hongrois. Aux XIe et XIIe siècles, la région fait partie du royaume de Croatie ; du XIIIe au XVIe siècle elle fait partie du royaume de Hongrie ; et entre 1526 et 1687, elle est sous le joug ottoman.
Vukovar est mentionnée pour la première fois au XIIIe siècle sous les noms de Volko, Walk, Wolkov (le nom croate/slave originel de la ville était Vukovo). En 1231, Vukovo obtient ses premiers privilèges et plus tard le droit de lever des taxes sur les passages le long du Danube et de la Vuka. En 1231, Vukovar reçoit le statut de ville libre royale. La charte du duc Koloman confirme les privilèges qui protègent les habitants de Vukovar. Sous l'administration du royaume médiéval de Hongrie, la ville est le siège du comitat de Valkó (en croate : Vuka), situé entre les rivières Drave et Save, tandis que sous l'administration ottomane, elle fait partie du Sandjak de Syrmie (en). La domination turque apporte de grands changements dans la région de Vukovar. Lors de leur campagne de 1526, les Turcs occupent Ilok et Vukovar. La ville perd de son importance, mais reste un centre commercial important sur une grande route commerciale. Après le départ des Turcs, Vukovar compte près de 3 000 habitants.

### Domination habsbourgeoise

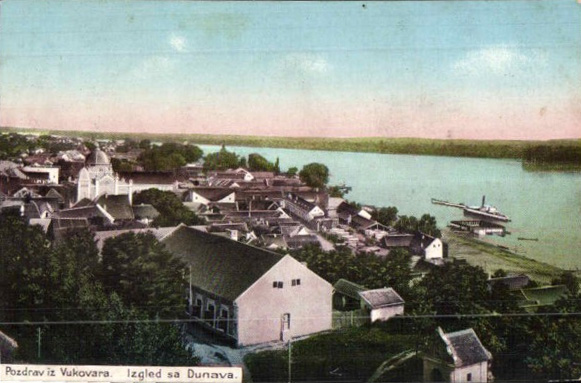
Vukovar au début du XXe siècle

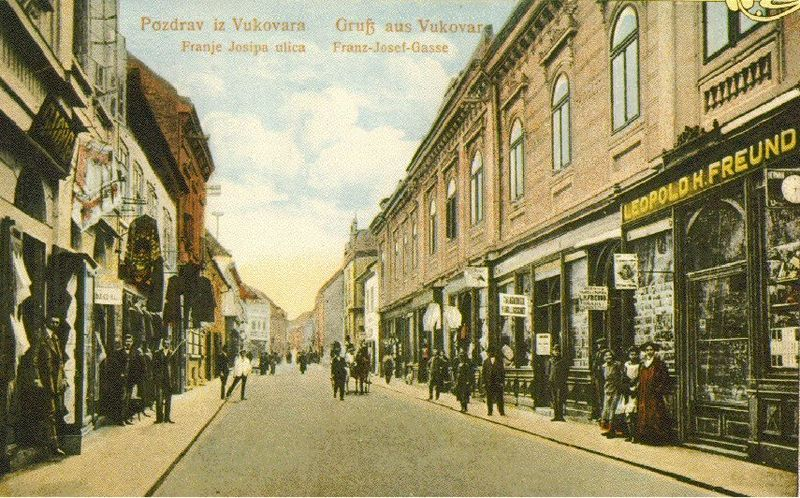
Vukovar en Autriche-Hongrie, rue François-Joseph Ier

Après le traité de Karlowitz en 1699, Vukovar fait partie de la monarchie des Habsbourg, de la Slavonie (Transleithanie après le compromis de 1867), et peu après du royaume de Croatie-Slavonie, créé lorsque le royaume de Slavonie et le royaume de Croatie fusionnent en 1868.
Vukovar s'est retrouvée désertée, ne comptant plus qu'une cinquantaine de maisons. La population indigène revient progressivement dans une région dévastée, ainsi que de nouveaux résidents. En raison du besoin de main-d’œuvre, des Serbes orthodoxes s'y installent. Aux XVIIIe et XIXe siècles, un nombre considérable d'Allemands, de Hongrois, de Juifs, de Ruthènes, de Slovaques et d'Ukrainiens arrivent. Vukovar devient ainsi une ville multiethnique.
Les comtes d'Eltz (en), issus de la noblesse allemande, entrent en possession du manoir de Vukovar. Philip Karl Eltz, archevêque de Mayence, achète en 1736 cette immense propriété.
Au début de cette période, près de la moitié des habitants de Vukovar sont des artisans et des marchands. L'artisanat, le commerce et la construction navale se développent. Les marchandises sont expédiées vers les pays danubiens par bateau. De nombreuses guildes sont fondées pour protéger les artisans. Vukovar est le principal centre de commerce pour toute la Syrmie occidentale.
La région de Vukovar offre de très bonnes conditions pour l'agriculture, et près de 80 % de sa population en vit. Outre la production de base de céréales, la viticulture est également importante, et les haras sont également réputés.
Depuis 1840, Vukovar dispose de lignes permanentes de bateaux à vapeur sur le Danube, et depuis 1878, elle est reliée au chemin de fer. Le port de Vukovar est le plus grand port de Croatie. L'industrie s'est développée lentement en raison du manque de capitaux.
Selon le recensement de la population de 1900, Vukovar compte 10 400 habitants, dont environ 4 000 Croates, 3 500 Allemands, environ 1 600 Serbes, 950 Hongrois, etc.. En 1905, la première grande entreprise industrielle, la filature, commence à fonctionner à Vukovar.
À la fin du XIXe siècle et au début du XXe siècle, Vukovar est le siège du comitat de Syrmie du royaume de Croatie-Slavonie.

### Royaume de Yougoslavie

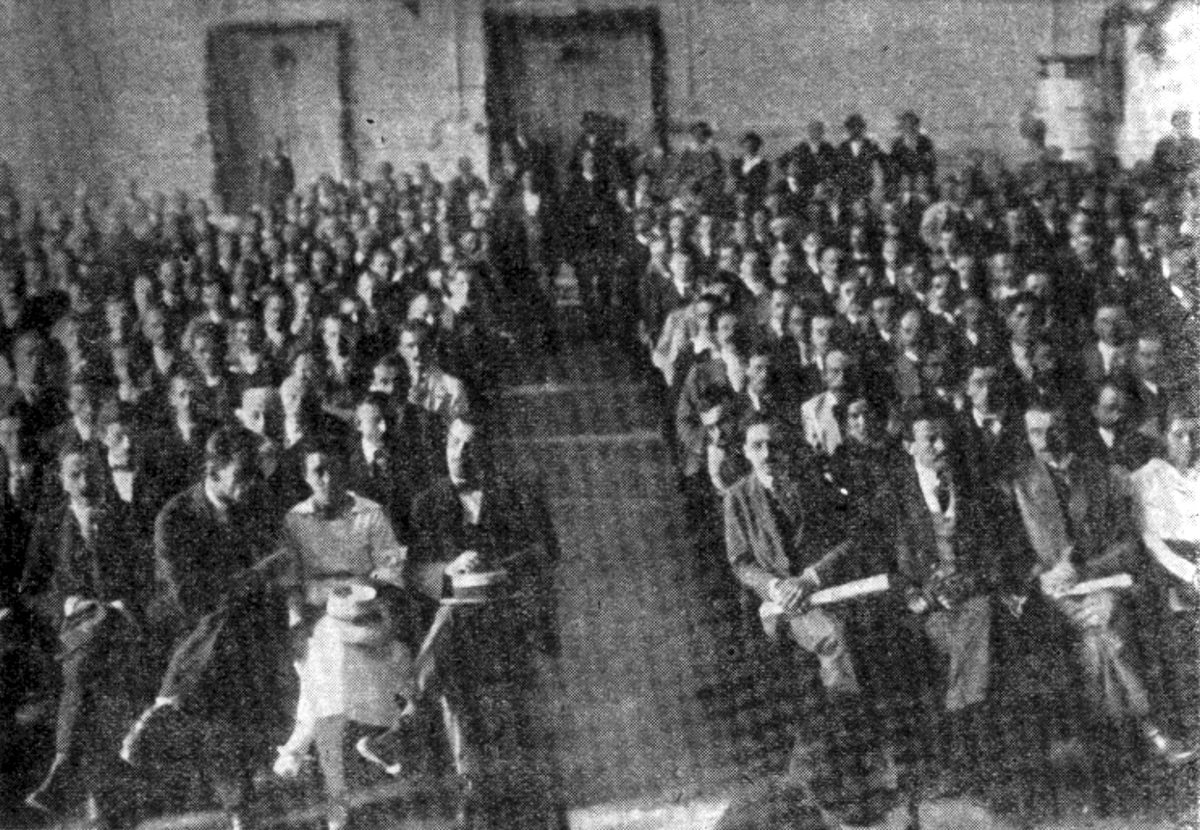
Deuxième congrès du Parti communiste de Yougoslavie dans la Salle des Travailleurs à Vukovar, 1920

En 1918, Vukovar fait partie du nouveau royaume des Serbes, Croates et Slovènes (Yougoslavie en 1929). Entre 1918 et 1922, Vukovar était le siège administratif du comitat de Syrmie (Srijem), et entre 1922 et 1929, le siège administratif de l'oblast de Syrmie (en). Malgré son statut de centre administratif, la localité n'obtiendra le statut de ville que le 23 novembre 1919, sur décision du régent du nouvel État, Pierre Ier de Serbie. Après la création du royaume des Serbes, Croates et Slovènes et dans le sillage du communisme, qui gagne en popularité à travers l'Europe, Vukovar devient le lieu du 2e congrès du Parti socialiste du travail de Yougoslavie (communiste) (Socijalistička radnička partija Jugoslavije - komunista), durant lequel il est rebaptisé Parti communiste de Yougoslavie (Komunistička partija Jugoslavije). En 1920, en amont des élections locales, le Parti juif est créé dans la ville tandis que l'Association sioniste est fondée en 1926. Après 1929, Vukovar fait partie de la Banovine de la Save et, à partir de 1939, de la Banovine de Croatie. Une partie de la communauté serbe de la ville et des villages voisins n'était pas satisfaite de son intégration dans la nouvelle Banovine autonome, ce qui l'amène à exprimer son désaccord dans la résolution de Vukovar (en) de 1939.
L'entre-deux-guerres à Vukovar est marqué par une croissance significative de l'industrie de la chaussure et du textile qui commence à opérer dans la ville, avec notamment l'usine de chaussures Bata en 1931, qui est renommé plus tard Borovo (en). Cela entraîne une augmentation de la population - selon le recensement de 1948, Vukovar comptait plus de 17 000 habitants.

### Seconde Guerre mondiale

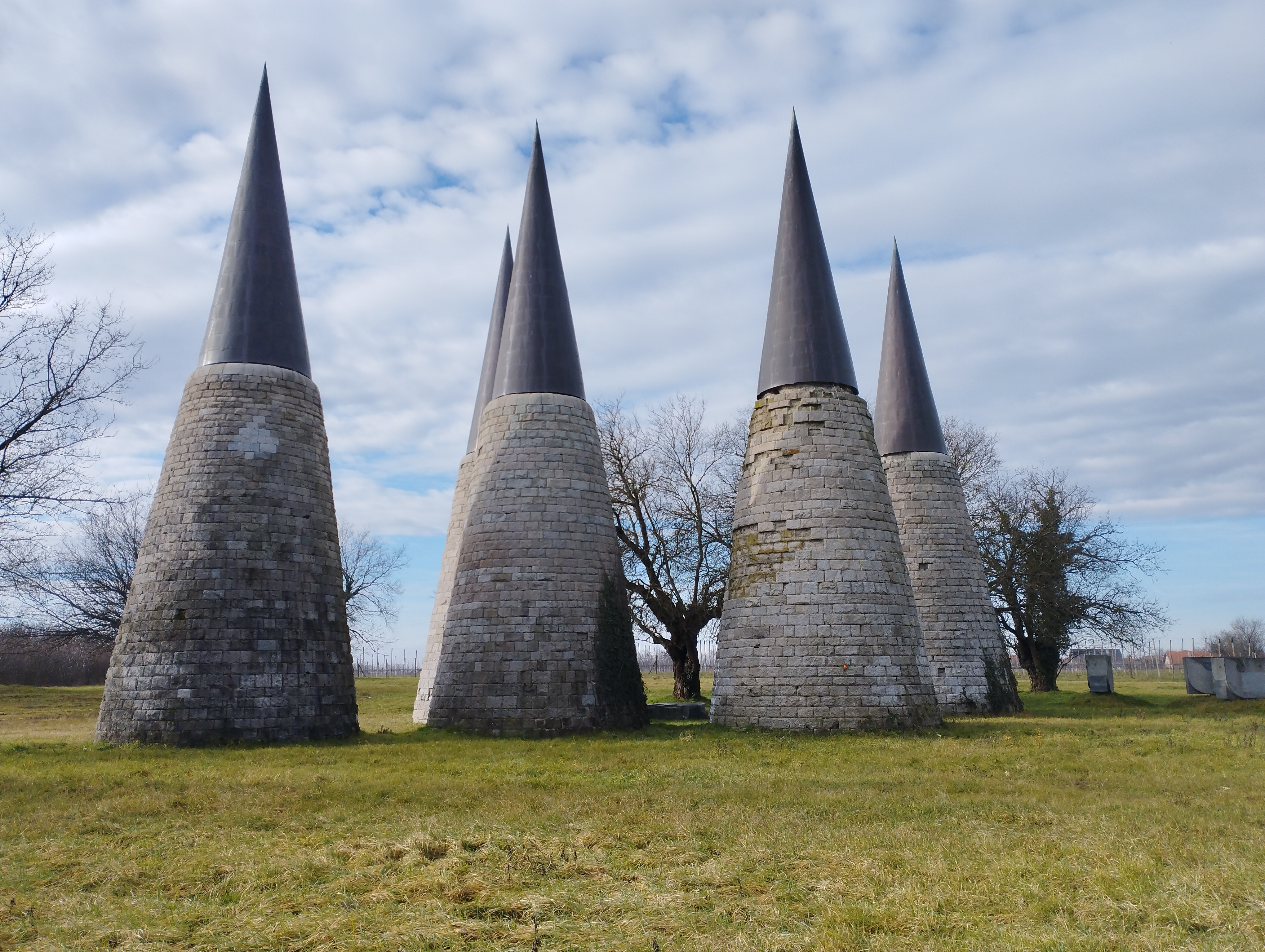

Entre 1941 et 1944, Vukovar fait partie de l'État indépendant de Croatie. Pendant la Seconde Guerre mondiale, la ville est bombardée par les Alliés. Le premier soulèvement des partisans yougoslaves dans le district (kotar) de Vukovar a lieu le 26 août 1941 dans le village de Bobota. Les Serbes continuent à jouer un rôle dominant dans le soulèvement et représentent 75 % des partisans yougoslaves dans la région à la fin de l'année 1943. Aujourd'hui, le Parc commémoratif Dudik (en) célèbre 455 personnes qui ont été exécutées par les autorités de l'État indépendant de Croatie pendant la Seconde Guerre mondiale en Yougoslavie. Ce monument, construit entre 1978 et 1980, est conçu par Bogdan Bogdanović, pour lequel il a remporté l'International Piranesi Award (en). En 2008, une bombe non explosée datant de cette période est découverte dans la ville.

### RFS de Yougoslavie
Entre 1945 et 1991, Vukovar fait partie de la république socialiste de Croatie au sein de la nouvelle république fédérale socialiste de Yougoslavie. Pendant cette période, Vukovar devient un centre multiculturel et industriel important, avec un niveau de vie parmi les plus élevés de Yougoslavie. L'un des symboles de cette industrialisation est l'entreprise Borovo (en), qui compte plus de 22 000 employés à la fin des années 1980. En 1949, l'entreprise a déjà atteint son niveau d'emploi d'avant-guerre. Le nombre d'employés passe de 5 215 en 1955 à 10 572 en 1965, dont beaucoup viennent des villages environnants ainsi que du reste de la Slavonie, de la Voïvodine et d'autres parties de la Yougoslavie. Des sites de production distincts sont ouverts à Prijedor, Sombor, Donji Miholjac, Odžak et Lovas avec 622 magasins dans tout le pays. À son apogée, l'entreprise représente les trois quarts des recettes fiscales municipales. À la suite de la crise énergétique des années 1970, l'entreprise commence à produire pour d'autres entreprises dans le monde, notamment pour Puma en 1979.
Alors que la crise économique s'aggrave dans le pays, les travailleurs de Borovo entament leur première grève, qui dure du 19 au 24 août 1987. La « Grande Grève » (serbo-croate : Veliki štrajk) débute le 2 juillet 1988 par des rassemblements quotidiens sur la place de la République, devant la Salle des Travailleurs (en). Dans la soirée du 5 juillet 1988, un groupe de travailleurs décide de se rendre à Belgrade pour faire part de son mécontentement aux institutions fédérales. Des bus et des camions du syndicat officiel se sont joints à cette action une fois que le groupe initial avait atteint Tovarnik. Le lendemain, à 3 heures du matin, un groupe de 1 500 travailleurs arrive au Dom Sindikata où ils tentent de présenter leur cause jusqu'à 9 heures, en vain. Ils décident alors de déplacer leur action vers le bâtiment voisin du Parlement de Yougoslavie (en). Après que personne ne se soit adressé à eux pendant des heures, le groupe décide de franchir les cordons de police et de pénétrer dans le bâtiment du Parlement en chantant "Druže Tito, da ti je ustati, pa da vidiš kako narod pati" (Camarade Tito, si seulement tu pouvais t'élever et voir comment le peuple souffre). Ils restent dans le bâtiment jusqu'à 17 heures, rencontrant le président de la RS de Croatie Ivo Latin, le président du Syndicat de Yougoslavie Marjan Orožen et le président de l'Assemblée Dušan Popovski. Ils retournent ensuite à Dom Sindikata, d'où ils regagnent Vukovar tard dans la nuit.

### Guerre d'indépendance croate

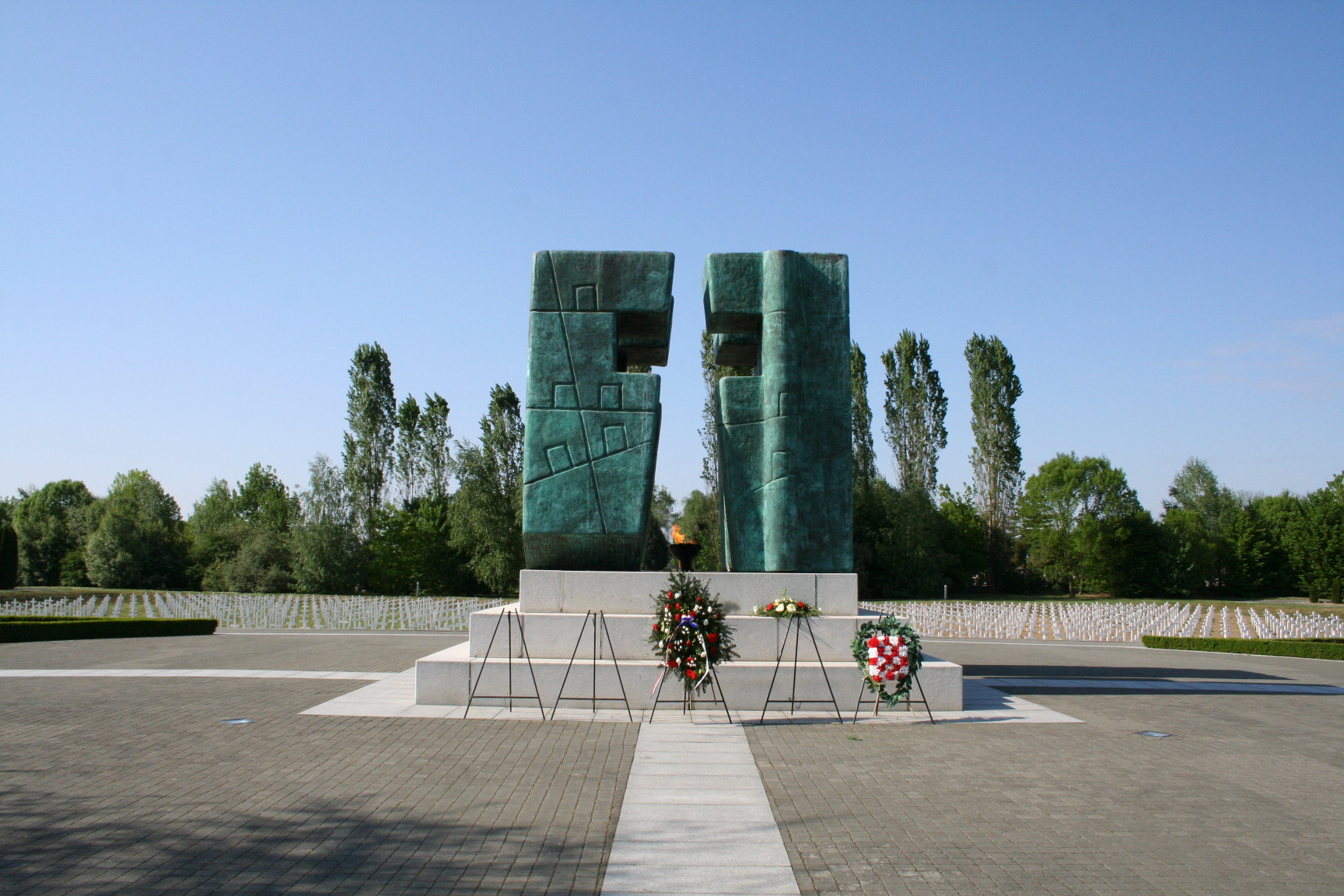
La flamme éternelle et les 938 croix de marbre du cimetière commémoratif national des victimes de la guerre intérieure à Vukovar commémorent les victimes du massacre de Vukovar commis par l'armée serbe, l'un des événements symboliques et cruciaux de la guerre d'indépendance croate.

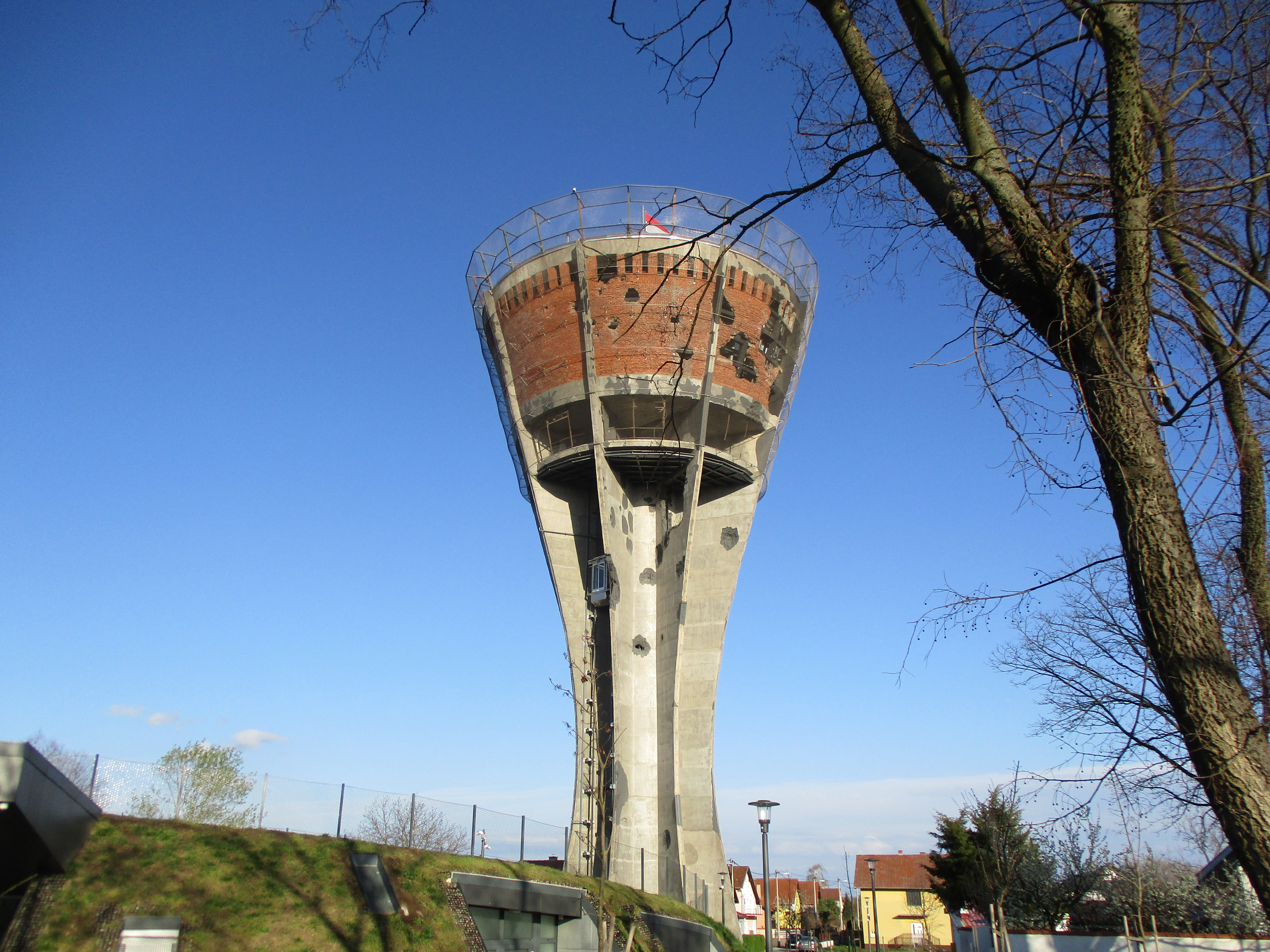
Château d'eau de Vukovar, un des symboles nationaux de la guerre d'indépendance croate.

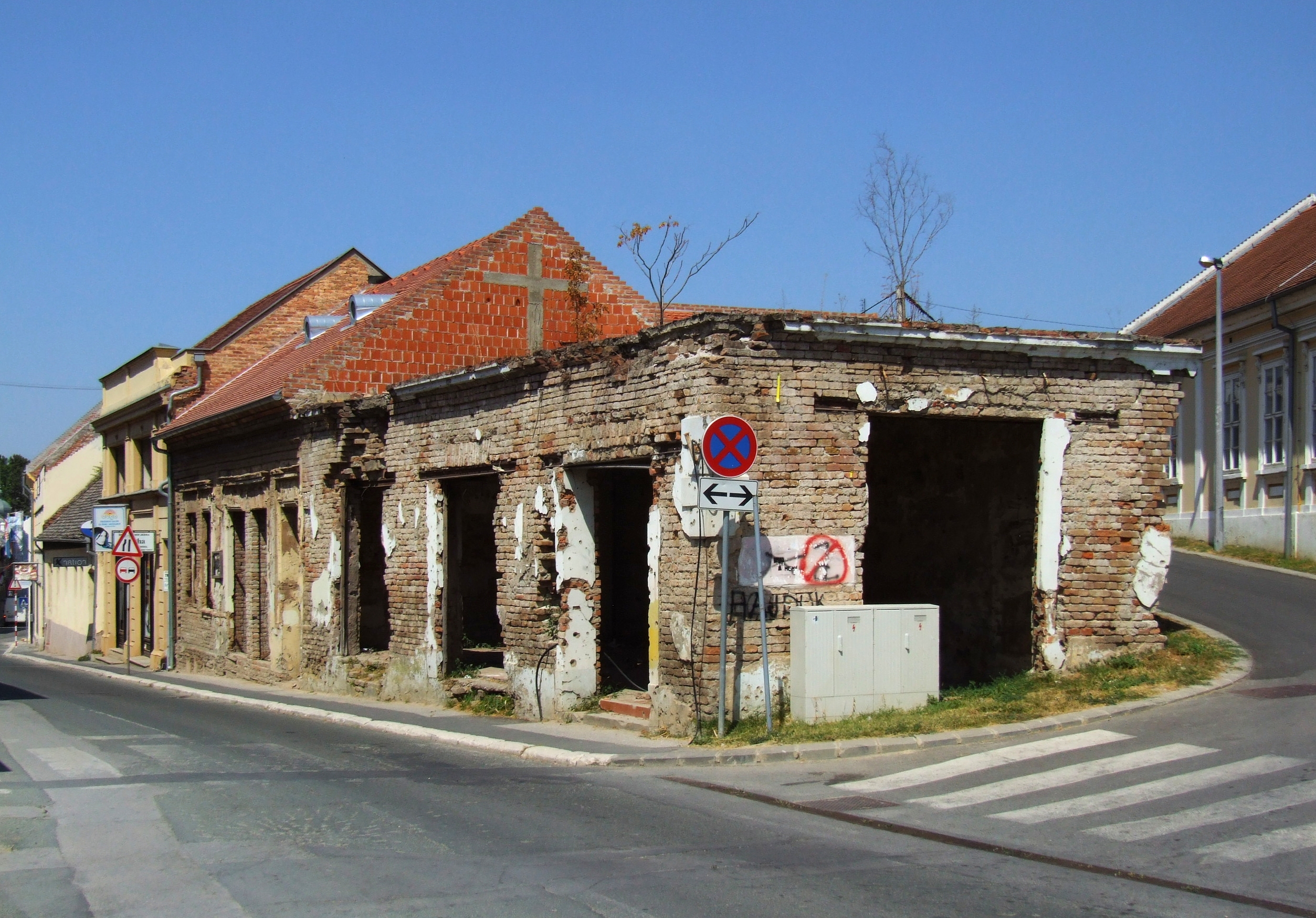
Un bâtiment en ruine à Vukovar, l'un des nombreux bâtiments abandonnés de la ville à la suite du siège.

Le conflit entre Serbes et Croates s'étend à la Slavonie orientale au début de 1991. Le 1er avril, des villageois serbes des environs de Vukovar et d'autres villes de Slavonie orientale commencent à ériger des barricades sur les routes principales. Les Aigles Blancs (en), un groupe paramilitaire serbe dirigé par Vojislav Šešelj, s'installent dans le village de Borovo Selo, peuplé de Serbes, juste au nord de Vukovar. Le 2 mai, lors de la bataille de Borovo Selo, des paramilitaires serbes tendent une embuscade à deux bus de la police croate dans le centre de Borovo Selo, tuant 12 policiers et en blessant 22 autres. Un paramilitaire serbe est tué dans l'affrontement.
Le 19 mai 1991, le référendum national sur la souveraineté de la Croatie est organisé et 94 % des votants se prononcent en faveur de l'indépendance. La violence à Vukovar et dans ses environs s'aggrave à la suite de ce référendum, des attaques à l'arme à feu et à la bombe ayant été signalées dans la ville et les villages environnants en juin 1991. Borovo Naselje (en), la banlieue nord de Vukovar tenue par les Croates, subit un bombardement important le 4 juillet. Les paramilitaires serbes expulsent des milliers de non-Serbes de leurs maisons dans la municipalité.
À l'été 1991, Tomislav Merčep (en), à l'époque haut-responsable de l'Union démocratique croate (HDZ) et secrétaire à la défense du peuple, est responsable de la ville. Les Serbes de Vukovar sont soumis à des interrogatoires forcés, enlèvements et exécutions sommaires (en), en plus de voir leurs maisons et leurs cafés dynamités. Les ONG de la ville affirment qu'un total de 86 Serbes ont été tués ou ont disparu pendant que Merčep contrôlait la ville. Les Serbes expriment depuis longtemps leurs inquiétudes quant aux crimes commis à leur encontre dans les mois qui ont précédé la prise de la ville par l'Armée populaire yougoslave (JNA) après sa chute en novembre de la même année et quant à l'absence d'obligation de rendre des comptes pour les auteurs de ces crimes,. L'affaire est restée en suspens, Merčep n'ayant été condamné qu'en 2017 pour des crimes commis ailleurs par ses unités. Il est décédé en novembre 2020.
La bataille de Vukovar commence le 25 août 1991 et dure jusqu'au 18 novembre 1991. Au cours de la bataille pour la ville, 1 800 défenseurs auto-organisés légèrement armés et volontaires civils (l'armée croate en était encore à ses balbutiements à cette époque) ont défendu la ville pendant 87 jours contre environ 36 000 soldats de la JNA, dominée par les Serbes, équipés de blindés lourds et d'artillerie, qui ont perdu 110 véhicules et chars et des dizaines d'avions au cours de la bataille. La ville subit de lourds dommages au cours du siège et est finalement envahie. On estime que 1 800 défenseurs de Vukovar et civils ont été tués, 800 ont été portés disparus et 22 000 civils ont été contraints à l'exil.
Les dégâts subis par Vukovar pendant le siège ont été qualifiés de pires dommages subis en Europe depuis la Seconde Guerre mondiale, ce qui a donné lieu à des comparaisons avec Stalingrad,. Le château d'eau de Vukovar, criblé d'impacts de balles, a été conservé par les urbanistes pour servir de témoignage des événements du début des années 1990.
Le 18 novembre 2006, environ 25 000 personnes venues de tout le pays se sont rassemblées à Vukovar à l'occasion du 15e anniversaire de la chute de la ville pour commémorer ceux qui ont été tués pendant le siège. Un musée consacré au siège a été ouvert dans le sous-sol d'un hôpital reconstruit qui a été endommagé pendant la bataille.
Le 27 septembre 2007, le Tribunal pénal international pour l'ex-Yougoslavie a condamné deux anciens officiers de la JNA, Mile Mrkšić et Veselin Šljivančanin (en) pour leur implication dans le massacre de Vukovar. Le dernier fugitif du Tribunal pénal international pour l'ex-Yougoslavie, Goran Hadžić, a été capturé par les autorités serbes en 2011. Hadžić a été inculpé de 14 chefs d'accusation, dont plusieurs liés à Vukovar. Les chefs d'accusation comprennent la participation criminelle à la « déportation ou au transfert forcé de dizaines de milliers de civils croates et d'autres civils non-serbes » du territoire croate entre juin 1991 et décembre 1993, dont 20 000 de Vukovar ; le travail forcé des détenus ; « l'extermination ou le meurtre de centaines de civils croates et d'autres civils non-serbes » dans dix villes et villages croates, dont Vukovar ; et la « torture, le passage à tabac et le meurtre de détenus », dont 264 victimes saisies à l'hôpital de Vukovar, Son procès est abandonné en 2014 après qu'on lui ait diagnostiqué un cancer du cerveau en phase terminale ; il décède deux ans plus tard à l'âge de 57 ans.
Le siège de Vukovar a symbolisé le « suicide d'une nation », la Yougoslavie. Avant la guerre, c'était une ville pluriculturelle où vivaient Croates, Serbes, mais aussi Hongrois, Ruthènes, Allemands, sans oublier ceux qui se déclaraient « Yougoslaves » ou refusaient de décliner une identité nationale particulière.

### Vukovar sous contrôle serbe et administration ultérieure de l'ATNUSO
La bataille a épuisé la JNA et marqué un tournant dans la guerre d'indépendance croate. Un cessez-le-feu est déclaré quelques semaines plus tard. Vukovar a servi de capitale de facto à l'oblast autonome serbe de Slavonie orientale, Baranja et Syrmie occidentale, l'entité qui a rejoint la république serbe de Krajina (RSK) séparatiste en 1992 en tant qu'exclave. Vojislav Stanimirović était maire de Vukovar à cette époque. Les réfugiés croates de la ville se trouvaient dans des centres de réfugiés à travers le pays et la communauté publiait le Vukovarske Novine (journal de Vukovar) à l'extérieur de la ville.
Lorsque la majeure partie de la RSK a été vaincue en 1995 dans le cadre de l'opération Tempête, un nouvel accord a été conclu en vue d'un règlement pacifique du conflit à Vukovar et dans le reste de la région croate de Podunavlje, connu sous le nom d'accord d'Erdut. Cet accord a conduit à la création de l'Administration transitoire des Nations unies pour la Slavonie orientale, la Baranja et le Srem occidental (ATNUSO), qui a gouverné la région depuis son siège à Vukovar jusqu'en 1998, date à laquelle la région a été entièrement réintégrée à la Croatie. Le siège de l'ATNUSO était initialement situé au siège de la Force de protection des Nations unies à Zagreb, mais l'idée de prioritaire de l'administration était de le déplacer vers l'est de la Croatie. Le gouvernement croate propose à cette fin Osijek, mais l'administration refuse car elle souhaite s'installer sur le territoire qu'elle contrôle, ce qui conduit au choix de Vukovar. La secrétaire d'État américaine Madeleine Albright visite Vukovar au début de 1996 pour exprimer son soutien au processus de réintégration. Elle est attaquée par la population serbe à coup d'oeufs et de pierres sur le marché local. L'ATNUSO facilite la réintégration par une transition progressive et l'invitation de responsables croates, de sorte que, fin 1996, le président de la Croatie, Franjo Tuđman, se rend pour la première fois à Vukovar, où il participe à la réunion entre les délégations serbe et croate. Le président Tuđman se rend de nouveau à Vukovar le 8 juin 1997 dans ce que l'on a appelé le Train de la Paix.
Le conflit a creusé un profond fossé entre les populations croate et serbe. La mission de l'OSCE en Croatie a été active à Vukovar et dans les environs jusqu'en 2007.

## Démographie
Entre 1948 et 1991, la population de Vukovar a augmenté rapidement en raison du développement industriel. C'est principalement l'immigration qui a alimenté la croissance de la région de Vukovar et de la ville en particulier. La répartition de la population de la région a également changé de manière significative lorsque la ville d'Ilok est devenue la deuxième plus grande ville de la région.
| Year | Total  | Croates | Croates | Serbes | Serbes  | Allemands | Allemands | Hongrois | Hongrois | Autres | Autres |
| ---- | ------ | ------- | ------- | ------ | ------- | --------- | --------- | -------- | -------- | ------ | ------ |
| 2021 | 23 536 | 14 605  | 63.02 % | 6 890  | 29.73 % | 45        | 0.19 %    | 220      | 0.95 %   | 1 776  | 7.55 % |
| 2011 | 27 683 | 15 881  | 57.37 % | 9 654  | 34.87 % | 58        | 0.21 %    | 347      | 1.25 %   | 1 743  | 6.30 % |
| 2001 | 31 670 | 18 199  | 57.5 %  | 10 412 | 32.9 %  | 58        | 0.2 %     | 387      | 1.2 %    | 2 614  | 8.3 %  |
| 1990 | 44 639 | 21 065  | 47.2 %  | 14 425 | 32.3 %  | 94        | 0.2 %     | 694      | 1.5 %    | 8 361  | 18.8 % |
| 1971 | 30 222 | 14 694  | 48.6 %  | 9 132  | 30.2 %  | 60        | 0.2 %     | 835      | 2.8 %    | 5 501  | 18.2 % |
| 1948 | 17 223 | 10 943  | 63.5 %  | 4 390  | 25.5 %  | 54        | 0.3 %     | 913      | 5.3 %    | 923    | 5.3 %  |
| 1931 | 10 242 | 5 048   | 49.6 %  | 1 702  | 16.6 %  | 2 670     | 26.1 %    | 571      | 5.6 %    | 215    | 2.0 %  |
| 1910 | 10 359 | 4 092   | 39.5 %  | 1 628  | 15.7 %  | 3 503     | 33.8 %    | 954      | 9.2 %    | 183    | 1.8 %  |

Les Croates étaient majoritaires dans la plupart des villages et dans la partie orientale de la région, tandis que les Serbes dominaient dans le nord-ouest. La population de Vukovar était ethniquement mixte et comptait 28 groupes ethniques avant la guerre. Les limites de la municipalité ayant été modifiées à plusieurs reprises, il existe des différences significatives dans le recensement de la population entre 1961 et 1971, et entre 1991 et 2001.
Depuis la guerre en Croatie, une grande partie de la population croate s'est installée dans d'autres régions de Croatie ou a émigré en Europe occidentale (notamment en Allemagne ou en Autriche) et de nombreux Serbes se sont installés en Serbie ou au Canada, ainsi qu'en Europe occidentale.
Quinze ans après la guerre, en 2006, la composition ethnique de la ville montrait des pourcentages égaux de résidents croates et serbes. La ville reste très divisée, car un sentiment de réconciliation profond n'a pas réussi à s'enraciner. Les communautés ethniques restent séparées par la méfiance et des institutions divisées. Les enfants croates et serbes sont toujours scolarisés séparément. Des incidents impliquant des Croates et des Serbes se produisent régulièrement, et les espaces publics sont désormais identifiés non pas par les services qu'ils offrent, mais par l'appartenance ethnique de ceux qui s'y rassemblent. Même les cafés sont identifiés comme croates ou serbes.

### Langues minoritaires
Selon le recensement croate de 2011, la population serbe (en) de la ville dépasse un tiers, ce qui est la condition préalable légale pour que l'alphabet cyrillique serbe obtienne un statut co-officiel protégé par la Constitution. En 2013, cela a relancé le débat politique sur la question, qui avait déjà été soulevée en 2009 après la promulgation locale de l'alphabet cyrillique serbe comme étant disponible pour un usage public. Selon le recensement de 2021, les Serbes représentent moins d'un tiers de la population, ce qui supprime les garanties constitutionnelles sur le statut officiel du cyrillique serbe dans la ville. La loi croate, cependant, autorise explicitement les autorités locales à introduire des langues co-officielles même lorsqu'il y a moins d'un tiers de la population minoritaire (notamment, mais pas exclusivement, en Istrie)). Les parties prenantes, nationales et internationales, ont demandé à la ville de Vukovar d'envisager cette option avant même le recensement de 2011. À la suite de la publication des résultats du recensement de 2021, le maire de Vukovar a néanmoins annoncé son intention de supprimer les protections des langues minoritaires, certains commentateurs critiquant l'abolition de droits déjà acquis, notamment le président de la Cour constitutionnelle de Croatie, Miroslav Šeparović (en).

## Héritage culturel

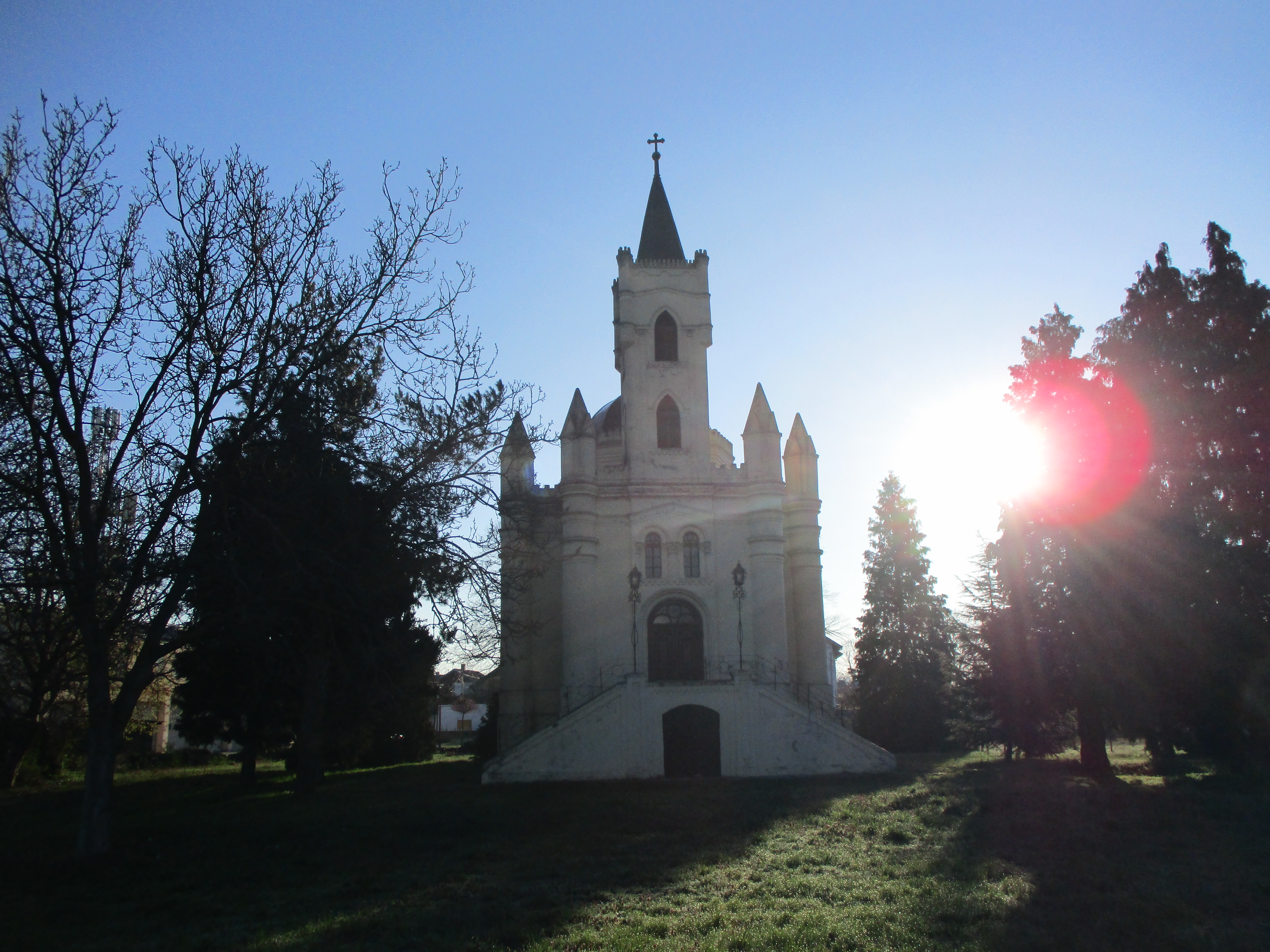
Le mausolée de la famille Paunović a été construit à la fin du XIXe siècle dans le style néogothique, avec une crypte et une chapelle orthodoxe

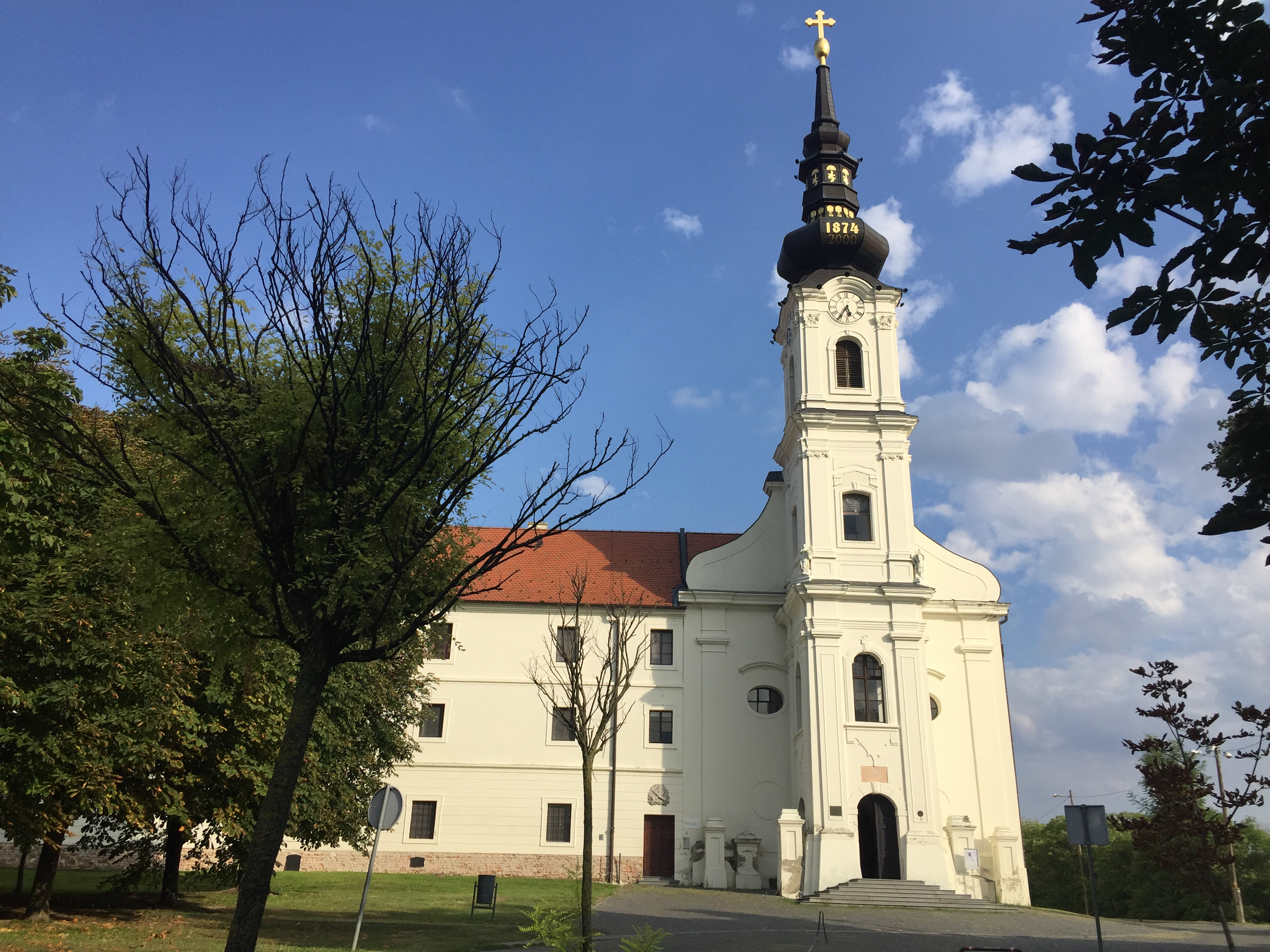
Monastère franciscain avec

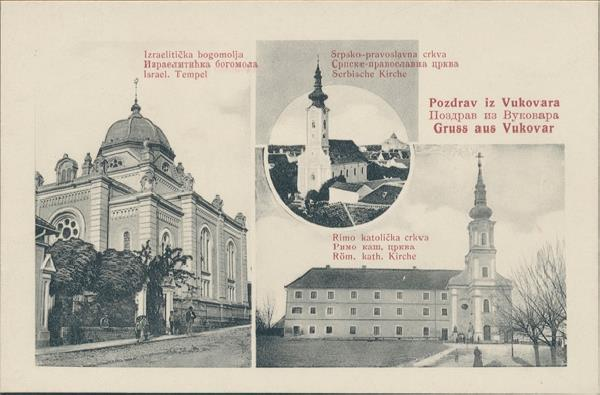
Carte postale de 1910. Synagogue de Vukovar, et monastère franciscain avec l'

Parmi un certain nombre de bâtiments remarquables, gravement endommagés lors de la récente guerre, figurent le manoir Eltz de la famille noble du même nom (en), datant du XVIIIe siècle, des bâtiments baroques dans le centre de la ville, le monastère franciscain avec l'église paroissiale des Saints Philippe et Jacques (en), le château d'eau, la maison natale du lauréat du prix Nobel Lavoslav Ružička, l'église orthodoxe Saint-Nicolas (en), le palais du comté de Syrmie, etc. Depuis la réintégration pacifique sous contrôle croate en 1998, de nombreux bâtiments ont été reconstruits, mais il reste de nombreuses ruines dans la ville.
À l'extérieur de la ville, sur les rives du Danube en direction d'Ilok, se trouve un site archéologique notable, Vučedol (en). Le vase rituel appelé la Colombe de Vučedol (vučedolska golubica) est considéré comme le symbole de Vukovar.
La synagogue de Vukovar a été construite en 1889 et dévastée par les nazis en 1941. Les ruines ont subsisté jusqu'à leur démolition en 1958.

## Politique

### Gouvernement local
À la suite des élections locales croates de 2021, l'assemblée de la ville de Vukovar est composée de 19 représentants élus. Sur un total de 23 138 électeurs éligibles, 11 160, soit 48,23 % ont participé aux élections et 10 808, soit 96,85 % des bulletins de vote étaient valides. La liste indépendante du député de droite Ivan Penava a obtenu 4 516 voix, soit 41,78 % et 9 représentants élus, l'Union démocratique croate a obtenu 2 347 voix, soit 21,71 %, et 5 représentants élus, le Parti démocratique indépendant serbe a obtenu 1 222 voix, soit 11,30 %, et 2 représentants élus, la liste indépendante de l'ancien maire social-démocrate Želko Sabo a obtenu 712 voix, soit 6,58 % et 1 représentant élu, l'Alliance démocratique des Serbes a obtenu 631 voix, soit 5,83 % et 1 représentant élu, la coalition du Parti populaire croate - Démocrates libéraux, du Parti paysan croate, du Parti social-libéral croate et des retraités indépendants actifs a obtenu 599 voix, soit 6,65 % des voix et 1 représentant élu. Les partis qui n'ont pas atteint les 5 % de votes requis pour l'attribution des sièges à l'Assemblée municipale sont le Parti social-démocrate de Croatie avec 3,91 %, la liste indépendante de l'homme politique serbe Dragan Crnogorac (en) avec 1,72 % et la liste indépendante de Pavao Josić avec 1,5 9 %.
Le maire de Vukovar a été élu au second tour des élections, aucun des cinq candidats n'ayant obtenu plus de 50 % des voix. Au second tour, le candidat de droite Ivan Penava est élu avec 5 392 voix, tandis que le candidat perdant de l'Union démocratique croate Nikola Mažar a obtenu 4 529 voix. Le maire adjoint de la communauté des Serbes de Vukovar (en) a été élu au premier tour, le candiat du Parti démocratique indépendant serbe Srđan Kolar ayant obtenu 1 128 voix et le candidat perdant de l'Alliance démocratique des Serbes Srđan Milaković a obtenu 781 voix.
|                                  | Liste indépendante d'Ivan Penava                                                                                           | 4 516  | 41,78 | 9 |  |  |  |
|                                  | Union démocratique croate                                                                                                  | 2 347  | 21,71 | 5 |  |  |  |
|                                  | Parti démocratique indépendant serbe                                                                                       | 1 222  | 11 30 | 2 |  |  |  |
|                                  | Liste indépendante de Željko Sabo                                                                                          | 712    | 6,58  | 1 |  |  |  |
|                                  | Alliance démocratique des Serbes                                                                                           | 631    | 5,83  | 1 |  |  |  |
|                                  | Parti populaire croate - Démocrates libéraux Parti paysan croate Parti social-libéral croate Retraités actifs indépendants | 599    | 5,54  | 1 |  |  |  |
|                                  | Parti social-démocrate de Croatie                                                                                          | 423    | 3,91  | 0 |  |  |  |
|                                  | Liste indépendante de Dragan Crnogorac (en)                                                                                | 186    | 1,72  | 0 |  |  |  |
|                                  | Liste de Pavao Josić | 172    | 1,59  | 0 |  |  |  |
| Bulletins nuls/blancs            | Bulletins nuls/blancs | 352    | 3,15  | — |  |  |  |
| Total                            | Total | 11 160 | 100   | — |  |  |  |
| Électeurs inscrits/participation | Électeurs inscrits/participation                                                                                           | 23 138 | 48,23 | — |  |  |  |
|                                  | |        |       |   |  |  |  |
| Source (en croate)               | |        |       |   |  |  |  |

## Musées

### Musée municipal de Vukovar
Le musée municipal de Vukovar est fondé en 1948 grâce à un don d'argent, de meubles, d'armes et de peintures offert à sa ville par le Dr Antun Bauer (en). Le musée est d'abord installé dans le bâtiment de la poste de diligence, dans l'ancien centre baroque, avant d'être transféré au château d'Eltz en 1966. Jusqu'en 1991, le musée comptait environ 50 000 pièces d'exposition réparties en quatre divisions distinctes :

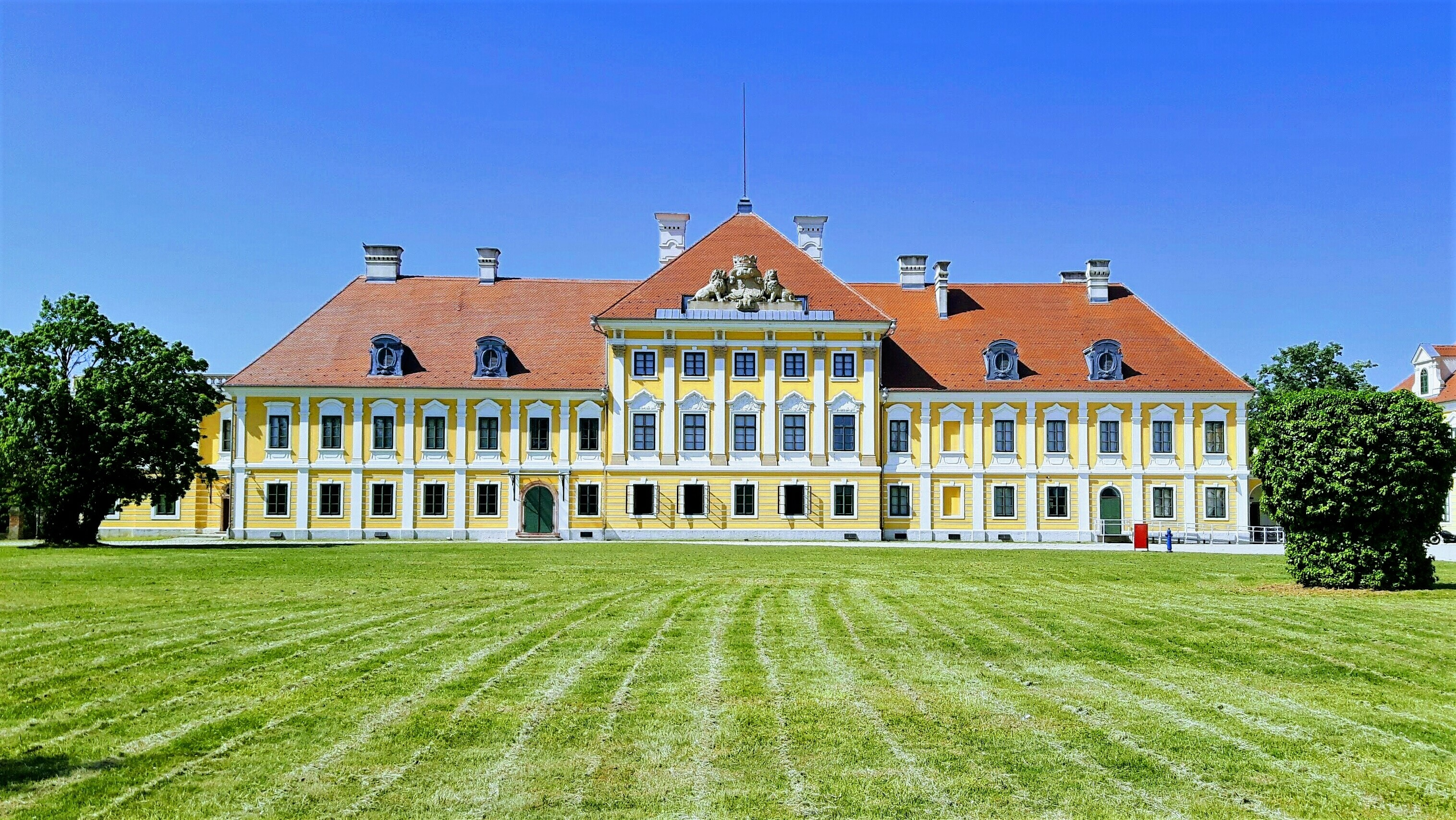
Le château d'Eltz, aujourd'hui musée municipal de Vukovar, résidence de la dynastie allemande rhénane d'Eltz jusqu'en 1944.

Le musée du patrimoine présente l'histoire de Vukovar de la Préhistoire à l'époque moderne et certaines de ses collections les plus importantes comprennent les objets excavés sur le site archéologique de Vučedol et la collection de culture et d'histoire, qui contient des documents, des meubles et des pièces d'art, et offre une présentation authentique de la vie des citoyens de Vukovar et de la famille Eltz (en).
La collection Bauer contient l'aperçu le plus complet de l'art moderne croate de la fin du XIXe siècle et du début du XXe siècle, avec un accent particulier sur la période de l'entre-deux-guerres. Parmi plus d'un millier d’œuvres d'art, la collection contient les œuvres de Vlaho Bukovac, Mato Celestin Medović (en), Ico Kršnjavi, Ivan Meštrović, Fran Kršinić, Emanuel Vidović (en), et bien d'autres.
Le musée commémoratif du prix Nobel Lavoslav Ružička, situé dans la maison où il est né, expose des documents originaux et des médailles de la vie et de l’œuvre du lauréat du Prix Nobel, qui a reçu cette prestigieuse récompense en 1939 pour la chimie.
Le musée commémoratif du 2e congrès du parti communiste de Yougoslavie est situé dans le bâtiment de la salle des travailleurs, l'ancien Grand Hôtel, où le congrès s'est tenu en 1920. Les documents liés au développement du mouvement ouvrier et à la fondation du parti communiste yougoslave y sont exposés et présentés.
Pendant la guerre d'indépendance croate, le château d'Eltz (en) subi d'importants dégâts et les collections qui y étaient conservés ont également été endommagées : certaines pièces ont été complètement détruites, d'autres ont disparu et ne peuvent être retrouvées, et certaines d'entre elles ont été emmenées en Serbie. Après des années d'efforts et d'activités diplomatiques de la part du ministère de la Culture de la république de Croatie, cette partie de la collection a été restituée à Vukovar le 13 décembre 2001. De 1991 à 1997, le musée de la ville de Vukovar a fonctionné dans le musée Mimara de Zagreb.
Vers la fin de l'année 1992, une collection est fondée sous le nom de musée de Vukovar en exil, qui commence à créer une collection issue de dons d'artistes croates, et bientôt européens, pour la ville de Vukovar. À ce jour, cette collection compte plus de 1 400 œuvres d'art moderne croate et européen. Cette collection marque le début de la restauration restauration culturelle de Vukovar et est aujourd'hui exposée dans le château restauré d'Eltz (en), avec d'autres collections du musée qui font partie de la collection permanente du musée.
Aujourd'hui rénové, le complexe du château d'Eltz représente un musée et une galerie scientifique unique en son genre. Il préserve et présente le patrimoine culturel comme un élément de l'identité nationale et de la continuité de la vie dans cette région.
En 2013, le musée de la ville de Vukovar remporte le prestigieux prix Anton Štifanić pour ses contributions spéciales au développement du tourisme en république de Croatie et en 2014, il remporte le prix Simply the Best.

### Musée de la culture Vučedol

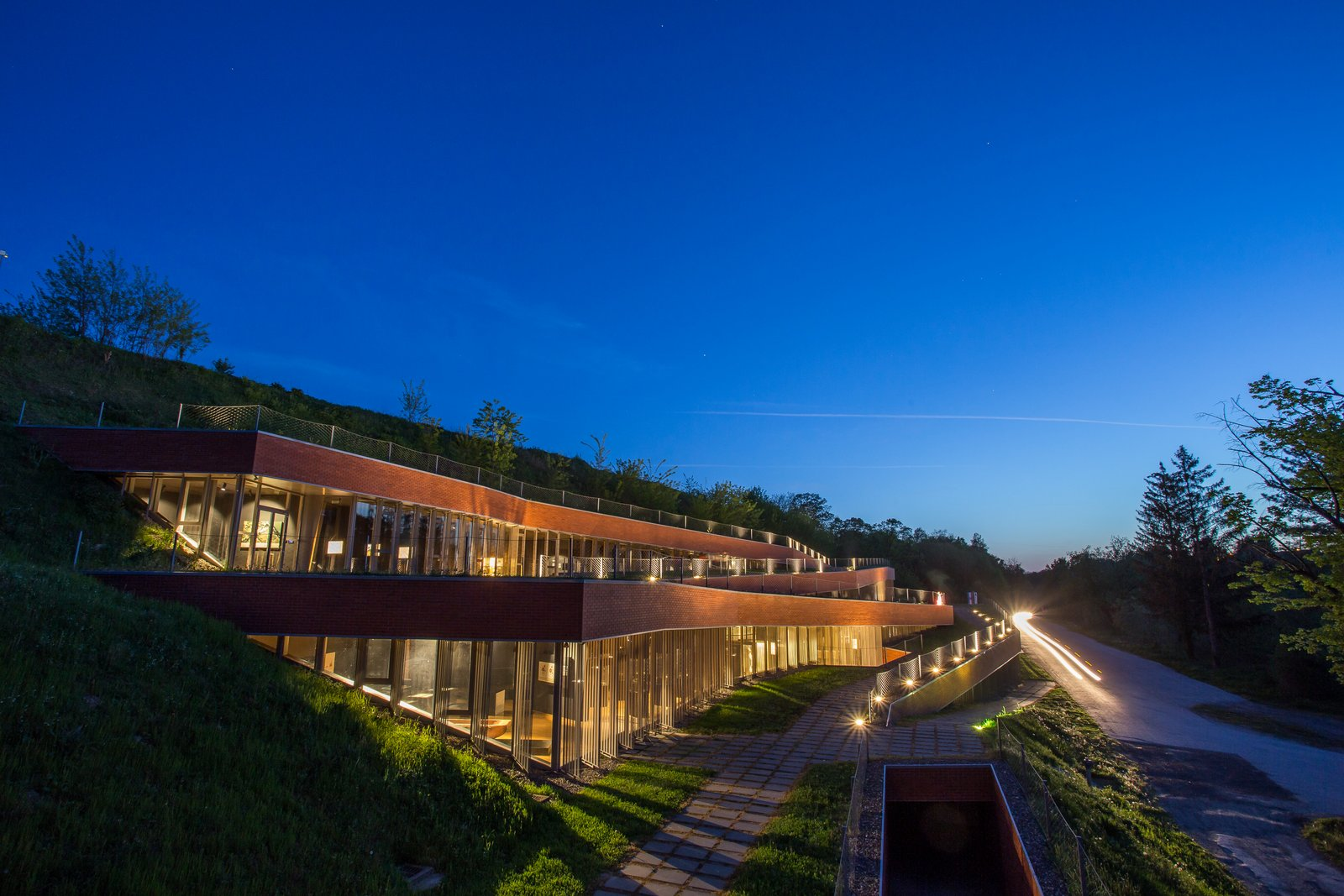
.

Le musée de la culture Vučedol (en) ouvre le 10 juin 2015. C'est un des musées les plus modernes de Croatie.
Le musée est situé presque au bord du Danube sur quatre étages, tandis que son toit plat et vert est une promenade qui mène au site archéologique. En ce qui concerne le contenu, l'exposition permanente est présentée dans 19 salles sur près de 1 200 m². En plus d'utiliser des technologies de pointe, des contenus multimédias et interactifs, le mode de vie des localités de la culture Vučedol, qui s'étend à travers 12 pays européens, est exposé.

## Institutions

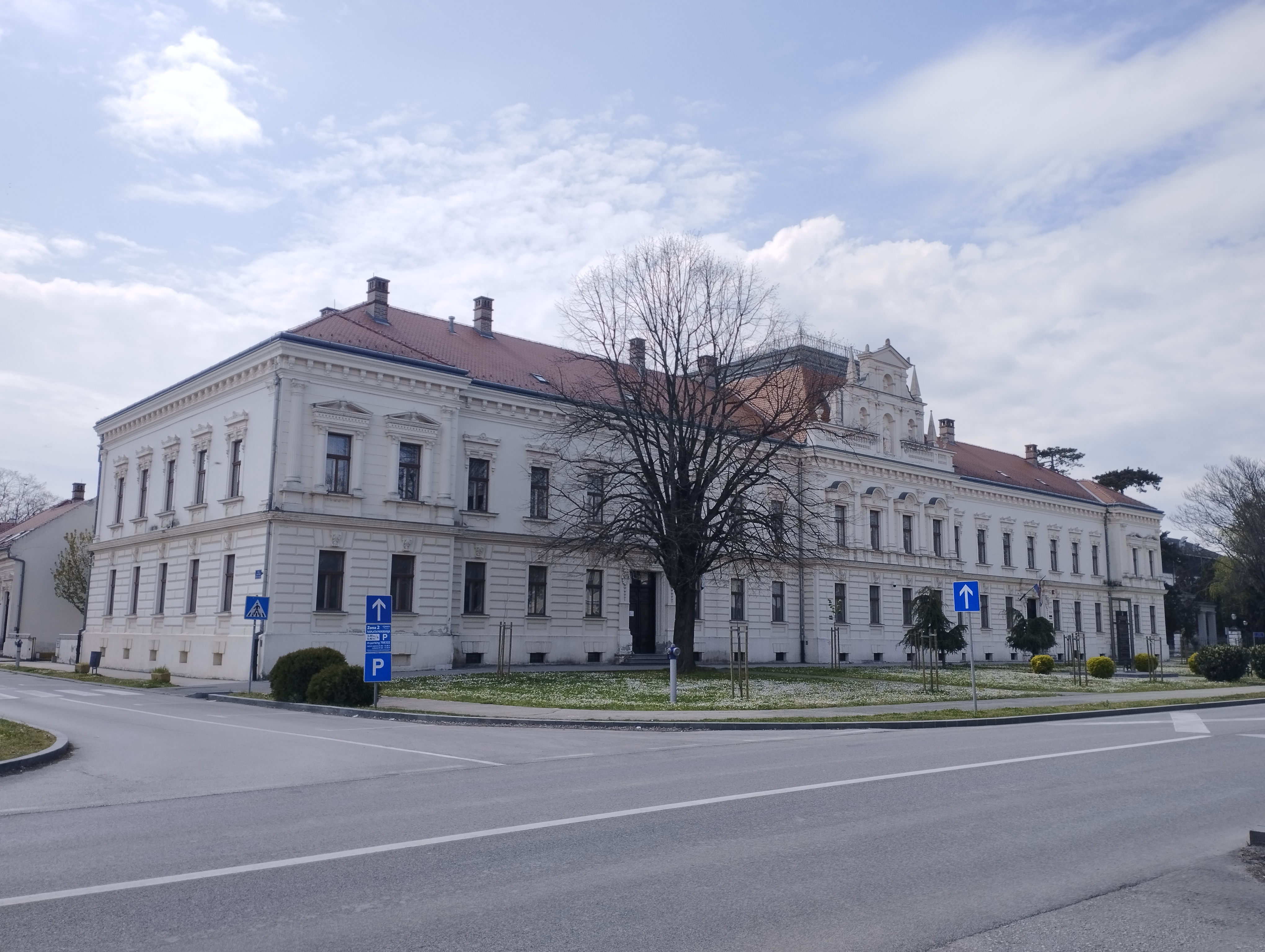
Le tribunal du comitat de Vukovar

Vukovar est le siège de plusieurs organisations et institutions locales telles que le Comitat de Vukovar-Syrmie, l'Institut polytechnique Lavoslav Ružička (en), le Gymnasium de Vukovar (en), etc. Elle est également le siège de plusieurs organisations et institutions de la minorité serbe en Croatie telles que le Conseil conjoint des municipalités, l'Association pour la langue et la littérature serbe en Croatie (en), le Parti démocratique indépendant serbe, le Parti des Serbes du Danube (en) ainsi que le siège du consulat général de la république de Serbie à Vukovar.

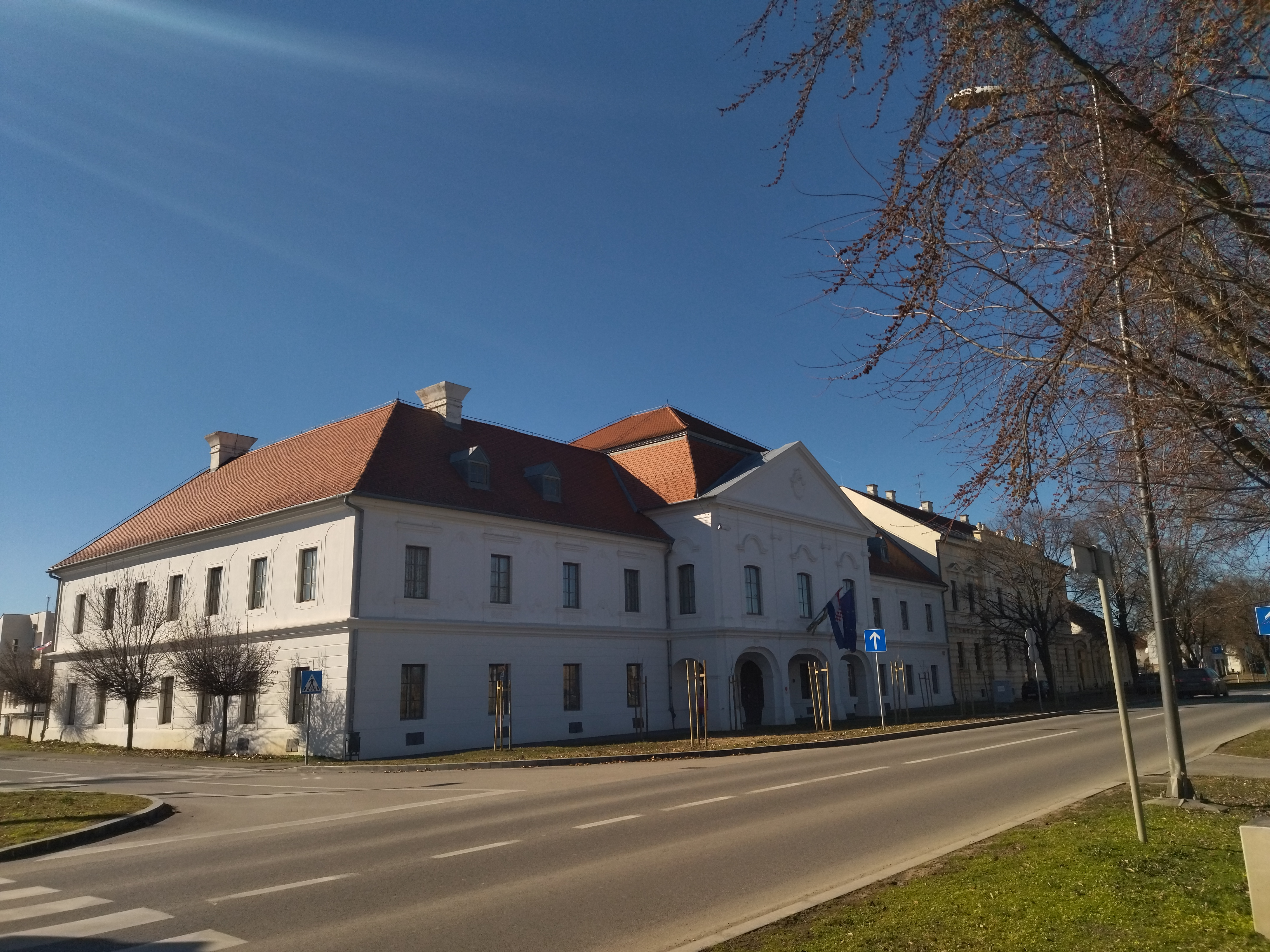
Le Palais du comté de Syrmie, siège du Comitat de Vukovar-Syrmie

## Économie
Le port de Vukovar (en) est situé à 1 335 km du cours aval du Danube, sur sa rive droite. La société portuaire concentre ses activités sur le transbordement de marchandises générales et en vrac. Le port (850 m de long et 45 m de large) est idéalement situé sur le courant principal du fleuve, ce qui permet une navigation tout au long de l'année, quel que soit le niveau de l'eau. Le port a enregistré une croissance de sa productivité et une augmentation du transbordement de marchandises de 123 570 tonnes en 2009 à 295 199 tonnes en 2011. La majorité des transbordements ont été effectués dans la catégorie des marchandises en vrac (237 119 tonnes en 2011), tandis que les marchandises emballées et les marchandises lourdes ont représenté un total de 58 080 tonnes.
L'économie de Vukovar repose sur l'agriculture, le commerce, la viticulture, l'industrie alimentaire, l'industrie textile, l'industrie des matériaux de construction, l'industrie de la chaussure et du tourisme. Vukovar est la ville avec le plus grand port fluvial de Croatie.
Cependant, l'infrastructure portuaire de Vukovar, qui n'a été que partiellement reconstruite, ne répond toujours pas aux exigences du marché. L'aménagement de la zone portuaire, en particulier l'accès aux voies ferrées et la zone opérationnelle des quais, est technologiquement inadapté et non compatible avec les normes du marché. La capacité d'entreposage est également insuffisante. Dans l'ensemble, cela affecte la qualité du service fourni dans le port et diminue donc sa compétitivité.

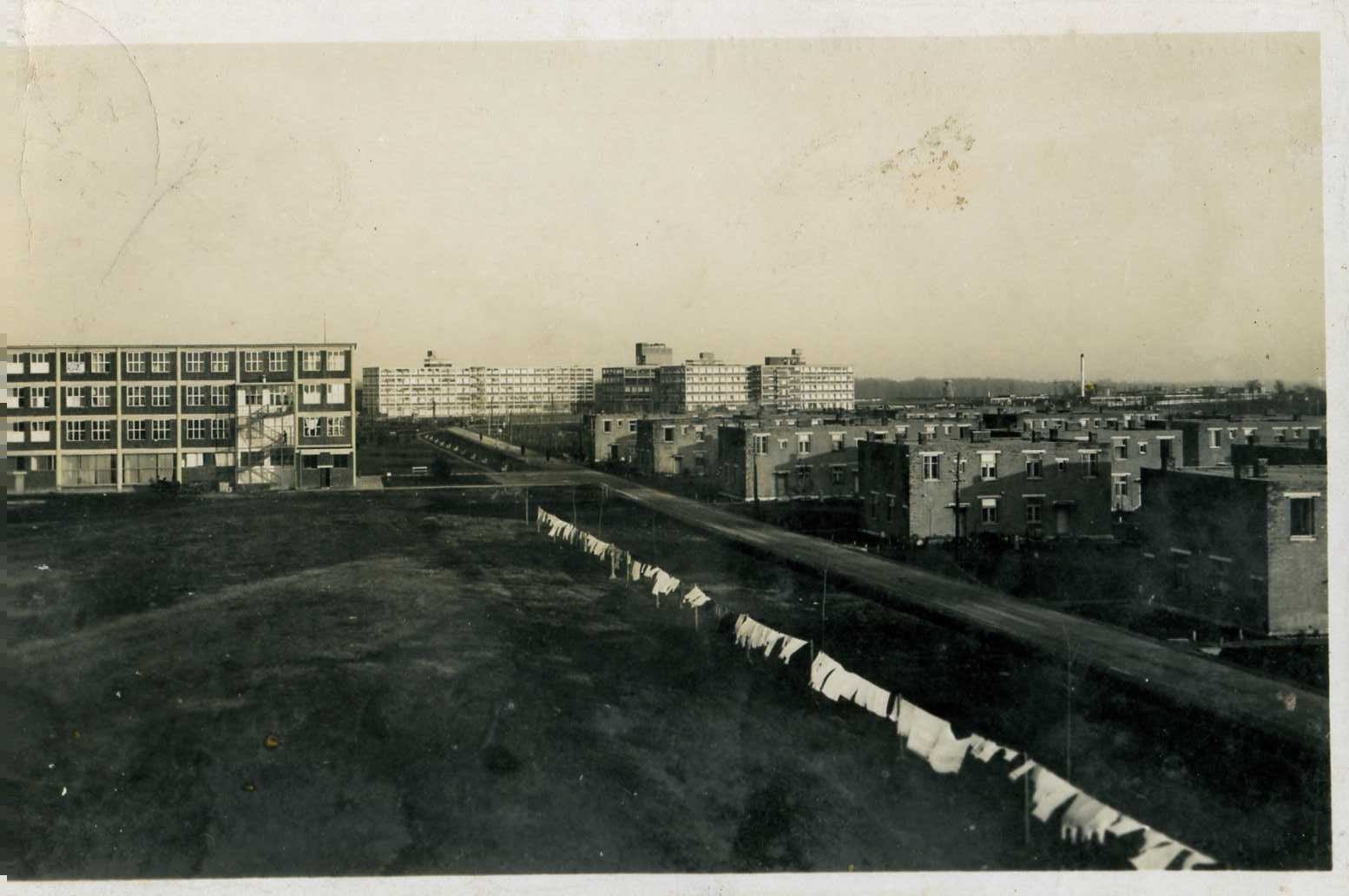
Ancienne ville industrielle de Bata-Ville, aujourd'hui

Borovo, un fabricant de chaussures situé à Vukovar, est dévasté et démoli en 1991 pendant la guerre. À l'époque de sa splendeur, il employait 24 000 personnes et tentait de percer sur les marchés étrangers grâce à des innovations dans la fabrication de chaussures, mais aujourd'hui, il compte moins de 1 000 employés.
Le 7 juin 1931, Borovo est fondée par l'industriel tchèque Tomáš Baťa. L'usine de Borovo était l'une des rares usines de chaussures Bata au monde. En 1933, la production de caoutchouc et de produits techniques a commencé, et Bata est devenue l'une des premières entreprises dans l'industrie de la gomme dans ce qui était alors le royaume de Yougoslavie.
Entre 1947 et la fin des années 1980, Borovo est devenue la plus grande et la plus puissante entreprise de production et de vente de chaussures et de caoutchouc de cette partie de l'Europe. L'usine de Borovo produisait plus de 20 millions de paires de chaussures par an, des milliers de tonnes de caoutchouc automobile et de produits techniques en caoutchouc, 22 000 personnes étaient employées dans les usines et plus de 600 magasins existaient dans tout le pays. Cette période est marquée par d'importantes exportations vers l'Europe et d'autres pays.

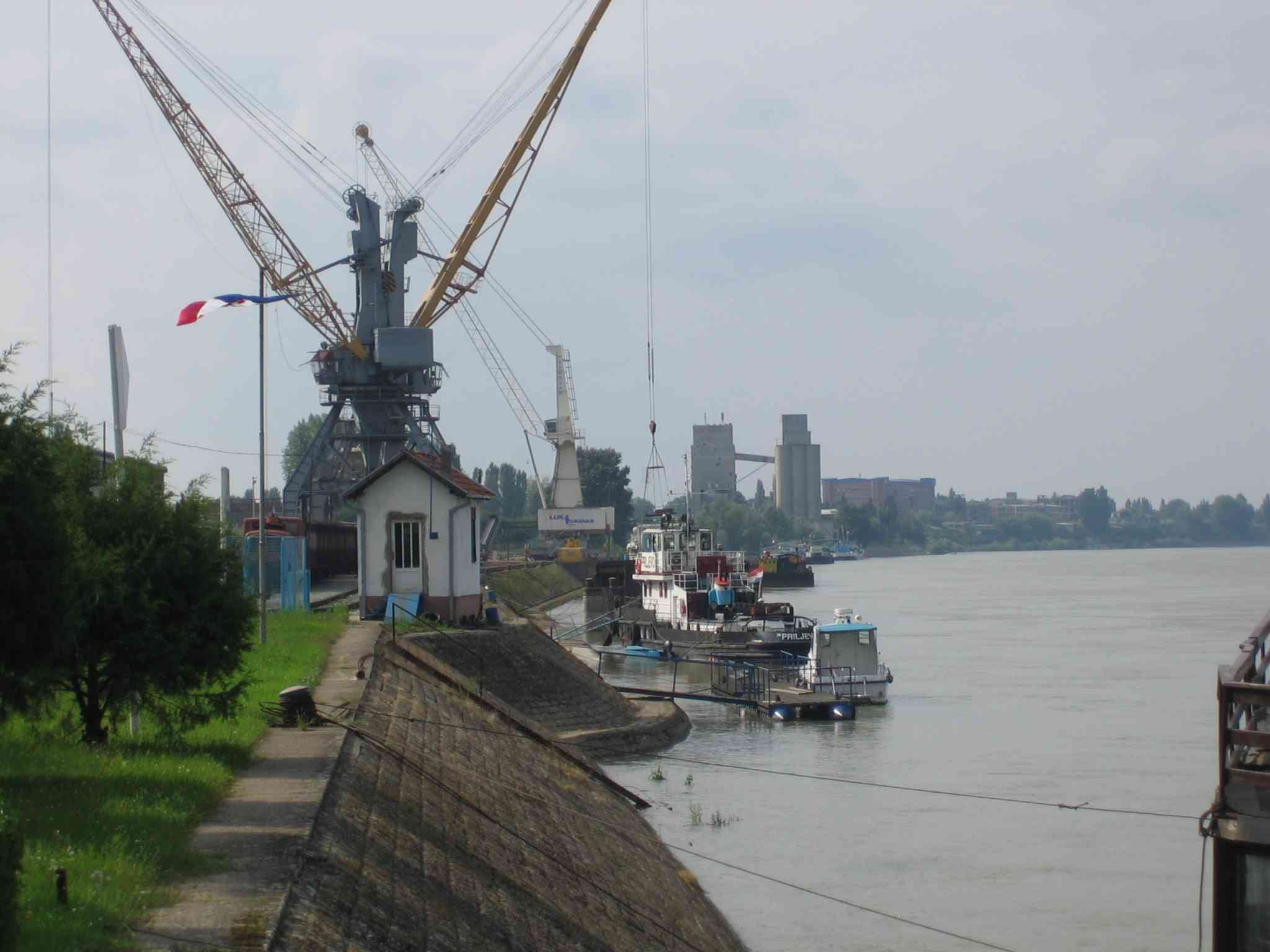
Le port de Vukovar est le plus grand port fluvial de Croatie.

Le Centre d'innovation pour les entreprises BIC-Vukovar est un concept global de soutien à l'entrepreneuriat innovant et orienté vers la technologie, indépendamment de la taille ou de la maturité de l'entreprise. L'objectif de ce centre est d'attirer ou d'encourager la création et la croissance d'entreprises à orientation technologique dans toutes les phases de leur cycle de vie et de leur fournir un ensemble complet de services pour soutenir leurs activités : espaces de travail, soutien à l'innovation, à la croissance et à l'exportation, ainsi que divers services intellectuels et administratifs.
Depuis la fin de la guerre, la plupart des infrastructures de Vukovar n'ont pas été remises en état et le taux de chômage est estimé à 40 %. Vukovar est une municipalité sous-développée qui est statistiquement classée comme zone de préoccupation spéciale de l'État de première catégorie (en) par le gouvernement de Croatie.

## Transport

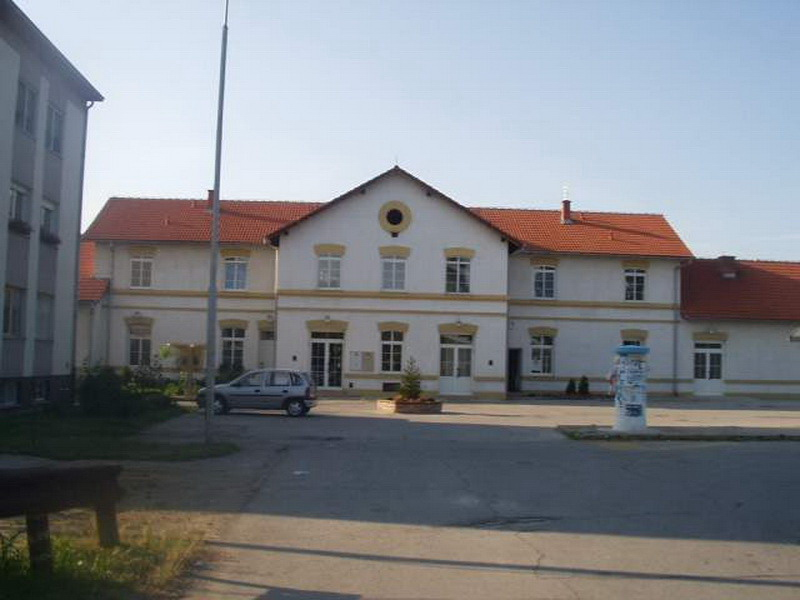
Gare principale de Gare de Vukovar-Borovo Naselje

Vukovar est située dans la partie nord-est de la république de Croatie (45° 20' de latitude nord et 16° 40' de longitude est) et est le siège du comitat de Vukovar-Srijem. Elle se trouve à l'embouchure de la rivière Vuka dans le Danube (Luka Vukovar - km 1335) et a une position frontalière sur le Danube vers la Voïvodine en Serbie. En raison de la particularité de sa position géographique, principalement marquée par la voie d'eau internationale qu'est le Danube, Vukovar représente un nœud de trafic important sur les routes principales.
Les liaisons avec les pays voisins, la Bosnie-Herzégovine, la Hongrie et la Serbie, sont bonnes. Vukovar se trouve à 16 kilomètres de la ville de Vinkovci, le plus grand centre ferroviaire de Croatie. Elle est bien desservie par la route nationale D55 via Vinkovci, à 39 kilomètres du noeud de Županja sur l'autoroute A3 Zagreb-Lipovac. La ville d'Osijek, distante de 33 kilomètres, est reliée par la route nationale D2, par laquelle Vukovar est reliée au corridor Vc (autoroute A6).
L'aéroport d'Osijek, situé à 20 kilomètres au nord-ouest de Vukovar, permet également à cette région de bénéficier d'un trafic aérien.
La ville est très bien placée pour accéder à d'autres marchés d'Europe centrale et du sud-est, car elle est située sur ou à proximité des corridors transeuropéens suivants :

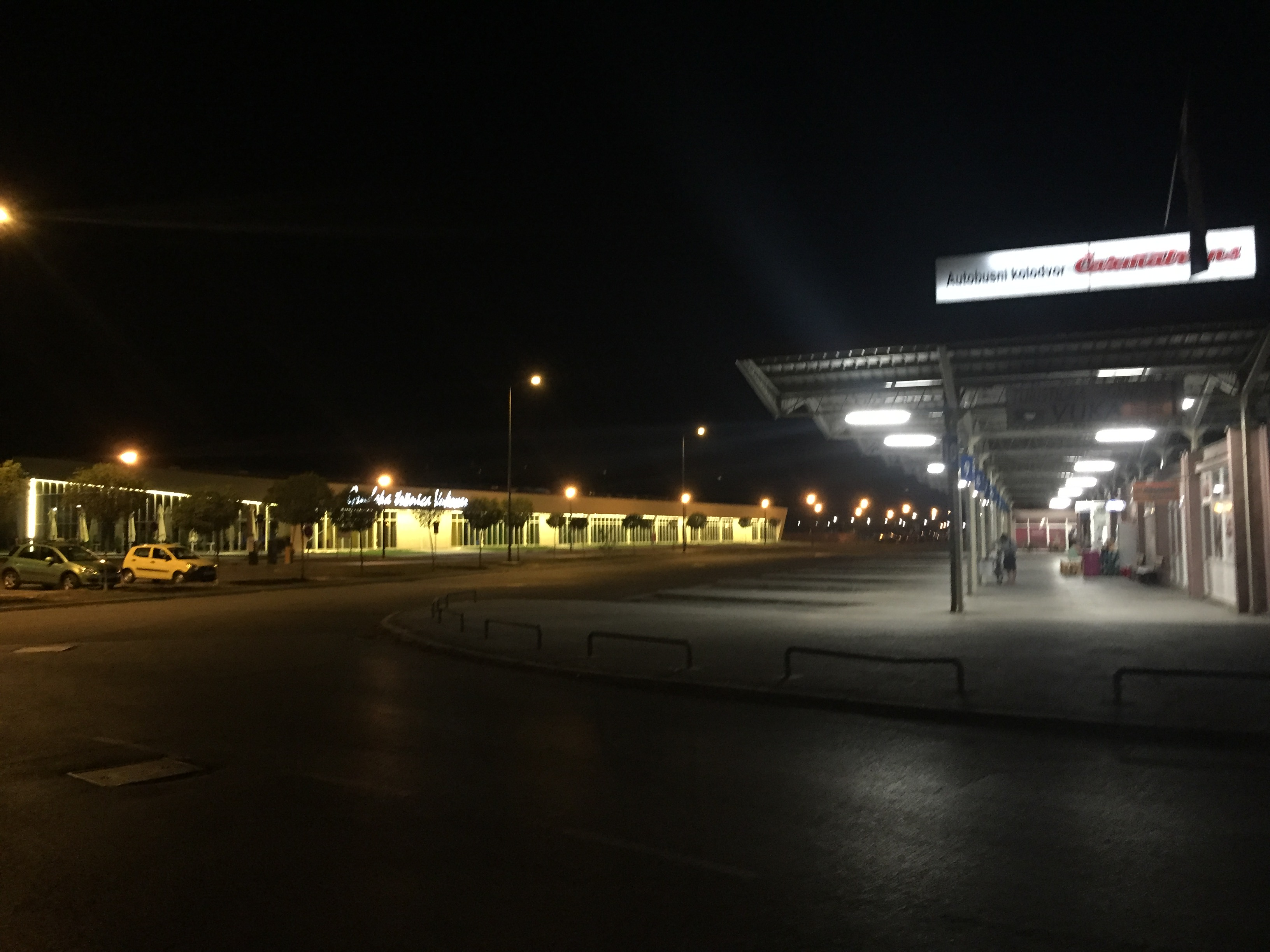
Marché de la ville et gare routière de Vukovar

- Corridor paneuropéen IV - Danube (Luka Vukovar)
- Aéroport d'Osijek -> à 16 km
- Corridor paneuropéen X - chemin de fer -> 14 km du hub de Vinkovci (plus grand hub ferroviaire régional)
- Autoroute A3 -> à 42 km
- La Route européenne 73 - l'autoroute A5 -> à 31 km

## Éducation et média

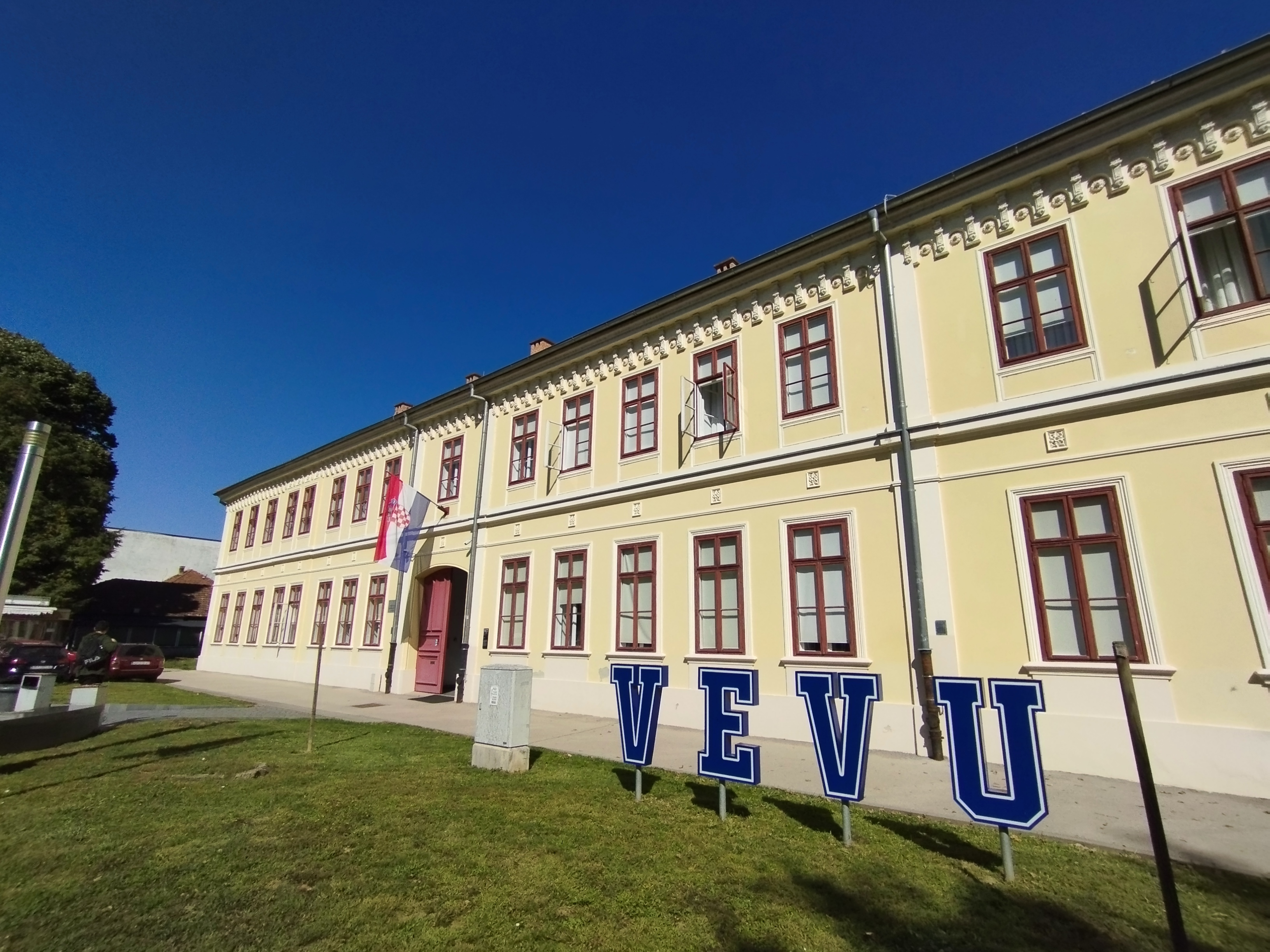
Palais Jirkovsky, Collège de Sciences Appliquées Lavoslav Ružička à Vukovar.

Conformément à sa position dans les domaines économique et administratif, Vukovar s'est développé en tant que centre éducatif, culturel et sanitaire. Depuis 1730, Vukovar a développé l'éducation populaire.
Le premier médecin diplômé a travaillé à Vukovar en 1763, et une pharmacie est ouverte en 1791. Le premier petit hôpital n'est ouvert qu'en 1857.
Une imprimerie est ouverte en 1867, avec la parution du journal en allemand Der Syrmier-Bote.
Vukovar possède sept écoles primaires et cinq établissements d'enseignement secondaire, avec notamment le Gymnasium de Vukovar (en) et une école de musique. La ville est aussi le siège du Collège de Sciences Appliquées Lavoslav Ružička à Vukovar (en), offrant des opportunités d'études dans les domaines de l'économie, du commerce et du droit. De plus, l'université de Split (en) décentralise à Vukovar les départements des technologies de l'information, d'économie et de droit.

## Sport
Les principales infrastructures sportives de la ville de Vukovar sont : Borovo Sports Hall (en) (capacité de 3 000 spectateurs), le stade du HNK Vukovar '91 (en), le centre de sport Lijeva Bara, avec une salle destinée aux arts martiaux, le centre de tennis de Borovo Naselje, le centre de sport Hrgović, abritant des courts de tennis.
Actuellement la piscine la plus moderne de Croatie se trouve à Vukovar, elle a ouvert en mars 2017. Elle se trouve à 5 kilomètres du centre-ville de Vukovar.

## Personnalités célèbres
- Damir Bičanić, handballeur croate
- Aleksandar Čavrić, footballeur serbe
- Saša Drakulić, footballeur serbe
- Milan Gajić, footballeur serbe, champion du monde U-20
- Dinko Jukić, nageur autrichien, champion d'Europe
- Mirna Jukić, nageuse autrichienne, championne d'Europe et médaillée de bronze olympique
- Damir Kreilach, footballeur croate
- Milan Mačvan, basketteur serbe, vice-champion olympique et vice-champion d'Europe
- Damir Martin, rameur croate
- Predrag Fred Matić, homme politique croate
- Siniša Mihajlović, footballeur serbe, champion d'Europe 1991
- Tomislav Mikulić, footballeur croate
- Ante Miše, footballeur croate
- Pavao Pavličić, essayiste croate
- Lavoslav Ružička, lauréat du prix Nobel de chimie
- Blago Zadro, général de l'armée croate
- Dario Zahora, footballeur croate

## Relations internationales

### Représentations étrangères
- Consulat général de la république de Serbie[65].

### Jumelages
Vukovar est jumelée avec :
- Bač, Serbie
- Bački Petrovac, Serbie
- Mostar, Bosnie-Herzégovine
- Odžak, Bosnie-Herzégovine
- Skenderaj, Kosovo
- Partizánske, Slovaquie[67]

## Patrimoine
- Manoir Eltz, abritant le musée de la ville.
- Palais du comté de Syrmie

## Vukovar au cinéma
Le film Harrison's Flowers d'Élie Chouraqui met en scène des photographes et une femme à la recherche de son mari, censé se trouver dans un hôpital de Vukovar alors que fait rage la guerre en ex-Yougoslavie.

## Anecdote
C'est au sujet de Vukovar que l'architecte serbe Bogdan Bogdanović, ancien maire de Belgrade, a créé le néologisme d'« urbicide ». Ce meurtre d'une ville qui ne consiste pas seulement à tuer les habitants, mais surtout à détruire l'esprit d'une cité.

## Personnalités
- Milan Gajić, footballeur.

## Jumelages
La ville de Vukovar est jumelée avec
- Dubrovnik (Croatie) depuis 1993
- Podstrana (Croatie) depuis 1995
- Sinj (Croatie) depuis 2001
- Šibenik (Croatie) depuis 2011
- Trogir (Croatie) depuis 2011
- Bač (Serbie) depuis 2011
- Bački Petrovac (Serbie) depuis 2011
- Mostar (Bosnie-Herzégovine) depuis 2012
- Sarajevo (Bosnie-Herzégovine) depuis 2012
- Dugopolje (Croatie) depuis 2014
- Škabrnja (Croatie) depuis 2015
- Makarska (Croatie) depuis 2015
- Knin (Croatie) depuis 2015
- Zagreb (Croatie) depuis 2016
- Varaždin (Croatie) depuis 2017
- Odžak (Bosnie-Herzégovine) depuis 2018
- Imotski (Croatie) depuis 2018
- Karlovac (Croatie) depuis 2018
- Split (Croatie) depuis 2019